# George Venables-Vernon (5e baron Vernon)
Pour les articles homonymes, voir Vernon.
George John Warren Venables-Vernon, 5e baron Vernon (22 juin 1803 - 31 mai 1866), est un homme politique britannique. Il est l'un des derniers députés du Derbyshire et le premier du South Derbyshire. Vernon a un enthousiasme de toute une vie pour la littérature italienne, en particulier Dante après avoir visité l'Italie lorsqu'il était enfant. Le comté de Vernon porte son nom en Australie.

## Jeunesse et éducation
Vernon est né à Stapleford Hall dans le Nottinghamshire, fils unique de George Charles Venables-Vernon, 4e baron Vernon (1779-1835) de Sudbury, Derbyshire, et de Frances Maria, fille unique de l'amiral Sir John Borlase Warren. Sir Richard Vernon, président de la Chambre des communes de 1425 à 1426, est un ancêtre. Il fait ses études au Collège d'Eton et à Christ Church, à Oxford .

## Politique
Vernon entre dans la vie publique en 1831, en tant que député pour le Derbyshire. À la suite de l'adoption du Reform Act 1832 (que Vernon a soutenu), le siège parlementaire du Derbyshire est divisé en deux et il devient député de la partie sud. Il reste à la Chambre des communes jusqu'en 1835, date à laquelle il succède à son père en tant que baron Vernon et entre à la Chambre des lords. En 1837, il change son patronyme de Venables-Vernon contre celui de Warren, conformément au testament de la vicomtesse Bulkeley, mais ses enfants nés avant 1839 conservent leur patronyme d'origine. Il est un expert du tir à la carabine et un fervent partisan du mouvement des volontaires pour lequel il lève le 2e (Sudbury) Derbyshire Rifle Volunteer Corps de deux compagnies le 16 mars 1860 .

## Italie

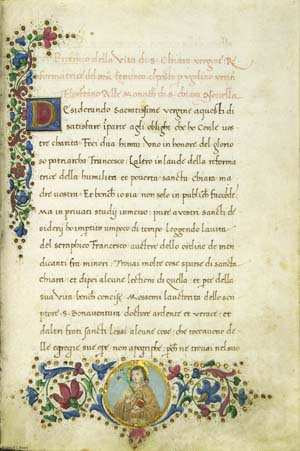
Un des nombreux manuscrits obtenus pour la collection du Baron. Celui-ci est d'Ugolino Verno, de 1496.

Dans sa jeunesse, Vernon voyage en Italie, puis retourne vivre à Florence, où il étudie la langue et l'histoire italiennes. Toute sa vie est consacrée à Dante, à qui il érige un monument littéraire. Avec les conseils et l'aide d'amis et de collaborateurs  il imprime (mais pas pour la vente) des textes alors inédits et deux ouvrages importants. Le premier d'entre eux est Le prime quattro Edizioni della Divina Commedia letteralmente ristampate, Londres, 1858, une réimpression soignée des premières éditions de la Divine Comédie de Dante, éditée par Sir Anthony Panizzi avec une préface savante. Cela est suivi par une publication remarquable, L' Inferno di Dante Alighieri disposto in ordine grammaticale e corredato di brevi dichiarazioni di GG Warren, Lord Vernon, Londres, 1858-1865, 3 vols. folio, dont seul un nombre limité d'exemplaires est publié pour une circulation privée.
Ce dernier travail est décrit par Henry Clark Barlow comme un « qui, pour l'utilité du but, l'exhaustivité de la conception et l'exécution coûteuse, n'a jamais été égalé dans aucun pays. »  Quelques-uns des artistes et des lettrés les plus distingués d'Italie s'occupent pendant vingt ans de sa préparation. Le premier volume comprend le texte de l' Enfer avec de nombreux documents inédits ; et le troisième volume, paru après la mort de Lord Vernon, contient 112 gravures originales d'incidents dans l' Enfer, des vues de villes, de châteaux et d'autres localités qui y sont mentionnées, ainsi que des portraits, des peintures, des plans et des monuments historiques illustrant l'histoire de le quatorzième siècle.
Vernon est un correspondant socio de l'Accademia della Crusca, et est membre de nombreuses autres sociétés littéraires. Il est également créé chevalier de l'Ordre des Saints-Maurice-et-Lazare en mai 1865, en reconnaissance de ses travaux au nom du poète national.

## Mariage et descendance
Vernon se marie deux fois. Le 30 octobre 1824, il épouse sa première femme, Isabella Caroline, fille de Cuthbert Ellison de Hebburn, Durham, qui lui donne deux fils et trois filles :
- Caroline Maria Warren Venables-Vernon (1826-1918), épouse le révérend Frederick Anson, chanoine de Windsor et recteur de Sudbury
- Augustus Henry Warren Venables-Vernon (1829-1883), devient 6e baron Vernon
- Adelaide Louisa Warren Venables-Vernon (1831-1913), épouse l'amiral Sir Reginald Macdonald
- William John Borlase Warren Venables-Vernon (1834-1919), épouse Agnes Lucy Boileau, fille de John Boileau (en)
- Louisa Warren Venables-Vernon (1838-1898), épouse le révérend Thomas Parry Garnier

Il se remarie le 14 décembre 1859 avec sa cousine Frances Emma Maria, fille unique du révérend Brooke Boothby, qui lui survit mais n'a pas d'enfant.
Au cours de ses séjours prolongés en Italie et à Florence, Lord Vernon noue une relation avec une jeune fille du nom de Louise Charlotte Anette Lavoignat et donne naissance à quatre filles : Maria Louise née en 1843, Vittoria Alice née en 1845, Héloïse Tommasine née en 1846 et Georgina Jeanne Margheret née en 1848.
Après une longue maladie, Vernon meurt à Sudbury Hall, le siège de la famille, près de Derby, le 31 mai 1866 à l'âge de 62 ans.

## Publications
Un portrait gravé de Vernon figure dans l'album de son Inferno . Outre les deux ouvrages mentionnés ci-dessus, il a également imprimé :
- L'Inferno, secondo il testo di B. Lombardi con ordine e schiarimento per uso dei forestieri di LV, Florence, 1841, 8vo (seulement les sept premiers chants ; une préfiguration de son grand ouvrage sur l'Enfer).
- Petri Allegherii super Dantis ipsius genitoris comoediam commentarium, Florence, 1846, 8vo (édité par Vincenzo Nannucci).
- Chiose sopra Dante, testo inedito, ora per la prima volta pubblicato, Florence, 1846, 8vo (communément appelé II falso Boccaccio ).
- II Febusso e Breusso, poema ora per la prima volta pubblicato, Florence, 1847, 8vo (a romanzo cavalleresco ).
- Chiose alia Cantica dell' Inferno di Dante Allighieri attribuite a Jacopo suo figlio, Florence, 1848, 8vo.
- Comento alia cantica di Dante Allighieri di autore anonimo, Florence, 1848, 8vo (le plus ancien commentaire existant sur l'Enfer, probablement écrit vers 1328). Il avait eu l'intention d'imprimer le célèbre commentaire latin de Benvenuto da Imola, prononcé sous forme de conférences publiques à Bologne vers 1375 ; mais ce travail a été réalisé par son deuxième fils, William Warren Vernon, en 1887, 5 vol. 4to, sous la direction de Sir JP Lacaita.